# Dambeck (Salzwedel)
Dambeck ist eine Ortschaft und ein Ortsteil der Hansestadt Salzwedel im Altmarkkreis Salzwedel in Sachsen-Anhalt.

## Geographie

### Lage
Das altmärkische Dorf Dambeck, ein Straßendorf mit Kirche, liegt rund fünf Kilometer südlich der Kernstadt Salzwedel in landwirtschaftlich geprägter Umgebung. Die Jeetze fließt östlich des Dorfes. Rund 1,5 Kilometer südlich liegt der Ortsteil Amt Dambeck mit dem Kloster Dambeck.
Nächstgelegene Ortschaften sind die Salzwedeler Ortsteile Brewitz im Norden und Altensalzwedel im Süden sowie Kuhfelde im Südwesten und Maxdorf im Südosten. Der Ort ist durch die in Ost-West-Richtung verlaufende Dorfstraße geprägt, an der fast alle Häuser liegen. In Dambeck, Amt Dambeck und Brewitz leben insgesamt 320 Einwohner.

### Ortschaftsgliederung
Die Ortschaft Dambeck besteht aus den Ortsteilen Dambeck, Amt Dambeck und Brewitz.

## Geschichte

### Mittelalter bis Neuzeit
Im Jahre 1349 wird dominus gotscalcus plebanus in villa dambeke, also der Pfarrer im Dorfe Dambeck, als Zeuge erwähnt.
Wilhelm Zahn führt die Nennung von dambke im Jahre 1359 als erste Erwähnung des Dorfes auf, ohne Details anzugeben. 1359 wird in einer Urkunde über Adlige in Dambeke berichtet.
In einem Testament aus dem Jahre 1360 ist die Rede von to dambeke.
Im Landbuch der Mark Brandenburg von 1375 wird der Ort als Dambeke aufgeführt. Im Jahre 1804 heißt das Dorf Dambeck oder auch Kirchdambeck.
Bei der Bodenreform wurden 1945 wurden ermittelt: 34 Besitzungen unter 100 Hektar mit zusammen 499 Hektar Land. Die Kirche hatte 10 Hektar und das Schulgut im Amt Dambeck hatte 267 Hektar. Es wurde seinerzeit von der SMA verwaltet und bewirtschaftet. Im Jahre 1954 entstand die erste Landwirtschaftliche Produktionsgenossenschaft vom Typ III, die LPG „Neues Deutschland“.

### Eingemeindungen
Ursprünglich gehörte das Dorf zum Salzwedelischen Kreis der Mark Brandenburg in der Altmark. Zwischen 1807 und 1813 lag es im Stadtkanton Salzwedel auf dem Territorium des napoleonischen Königreichs Westphalen. Ab 1816 gehörte die Gemeinde zum Kreis Salzwedel, dem späteren Landkreis Salzwedel.
Am 30. September 1928 wurde der Gutsbezirk Amt Dambeck mit der Landgemeinde Dambeck vereinigt.
Am 20. Juli 1950 wurde die bis dahin eigenständige Gemeinde Brewitz aus dem Landkreis Salzwedel in die Gemeinde Dambeck eingemeindet.
Am 25. Juli 1952 kam die Gemeinde Dambeck zum Kreis Salzwedel.
Zum 1. Januar 2003 wurde die Gemeinde Dambeck nach Salzwedel eingemeindet. Gleichzeitig entstand die Ortschaft Dambeck mit den Ortsteilen Dambeck, Amt Dambeck und Brewitz.

### Einwohnerentwicklung
| Jahr | Einwohner |
| ---- | --------- |
| 1734 | 140       |
| 1774 | 169       |
| 1789 | 154       |
| 1798 | 134       |
| 1801 | 139       |
| 1818 | 162       |
| 1840 | 237       |
| 1864 | 266       |
| 1871 | 238       |
| 1885 | 226       |

| Jahr | Einwohner |
| ---- | --------- |
| 1892 | [0]227    |
| 1895 | 227       |
| 1900 | [0]244    |
| 1905 | 234       |
| 1910 | [0]222    |
| 1925 | 376       |
| 1939 | 299       |
| 1946 | 490       |
| 1964 | 553       |
| 1971 | 472       |

| Jahr | Einwohner |
| ---- | --------- |
| 1981 | 393       |
| 1993 | 392       |
| 2005 | [00]267   |
| 2010 | [00]211   |
| 2014 | [00]198   |
| 2015 | [00]200   |
| 2020 | [00]183   |
| 2021 | [00]176   |
| 2022 | [00]170   |
| 2023 | [0]170    |

Quelle bis 1993, wenn nicht angegeben:

## Religion
Die evangelische Kirchengemeinde Dambeck gehörte zur Pfarrei Dambeck. Die Evangelischen aus Dambeck gehören heute zum Pfarrbereich Apenburg im Kirchenkreis Salzwedel im Bischofssprengel Magdeburg der Evangelischen Kirche in Mitteldeutschland.

## Politik

### Ortsbürgermeisterin
Ulrike Schulz-Wesche ist Ortsbürgermeisterin der Ortschaft Dambeck.

### Ortschaftsrat
Bei der Ortschaftsratswahl am 9. Juni 2024 errang die Wählergruppe Dambeck alle 5 Sitze.
Es wurden zwei Frauen und drei Männer gewählt. Von 233 Wahlberechtigten hatten 178 ihre Stimme abgegeben, die Wahlbeteiligung betrug damit 76,39 Prozent.

## Kultur und Sehenswürdigkeiten
- Die Dorfkirche Dambeck wurde in der zweiten Hälfte des 12. Jahrhunderts als Feldsteinkirche errichtet.
- Der Ortsfriedhof ist auf dem Kirchhof.
- In Dambeck steht vor der Kirche ein Denkmal für die Gefallenen der Kriege des 19. Jahrhunderts und des Ersten und Zweiten Weltkriegs, eine quadratische Säule.[23]
- Ab 1224 entstand das Kloster Dambeck, das im heutigen Ortsteil Dambeck steht.[5]

## Wirtschaft und Infrastruktur

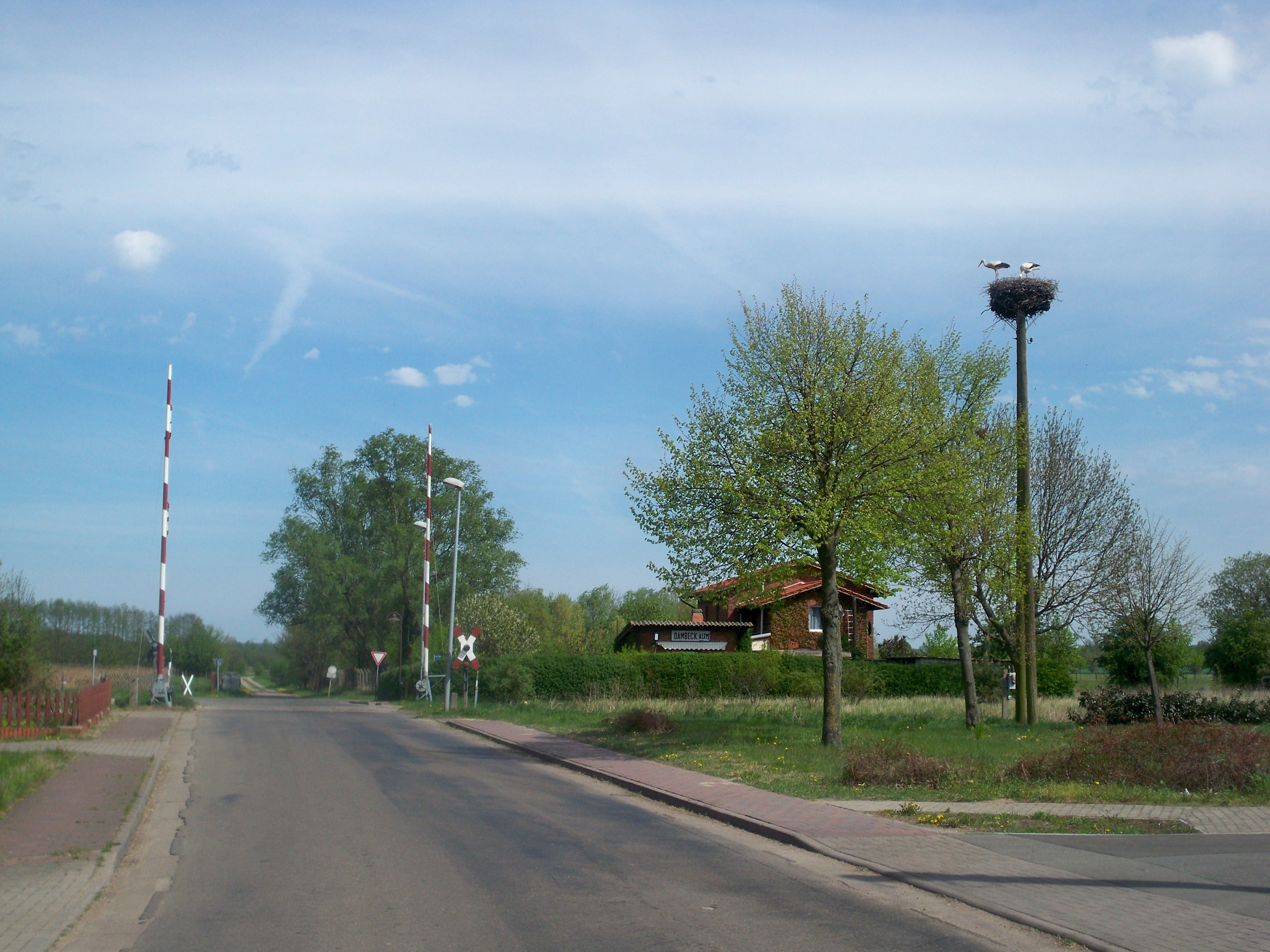
Bahnhof Dambeck (2012)

In Dambeck liegt das Gewerbegebiet Salzwedel Süd, in dem ein Stahlrohrhersteller und ein Filterproduzent ansässig sind.
Der Ort ist durch Kreisstraßen mit der B 248 im Westen und den Ortsteilen Brewitz und Altensalzwedel verbunden.
Dambeck besaß den Bahnhof Dambeck (Altm) an der Bahnstrecke Salzwedel–Oebisfelde; die Strecke wurde 2002 stillgelegt. Eine Buslinie verbindet seither den Ort mit Salzwedel und Oebisfelde im Zweistundentakt. Die Bahnanlagen sind 2012 vorhanden.

## Persönlichkeiten
In Dambeck wurde der deutsche Jurist und Bildungspolitiker Konrad Müller (1912–1979) geboren. Sein Vater, der spätere Bischof Ludolf Hermann Müller, war ab 1909 zeitweise Pfarrer an der Dambecker Kirche.
Der spätere Bauingenieur und Hochschullehrer Ulrich Diederichs wurde ebenfalls in Dambeck geboren.

## Sonstiges
Am ehemaligen Bahnhof befindet sich ein Storchennest, in dem regelmäßig Weißstörche brüten.